# Kamberkrebs
Der Kamberkrebs (Faxonius limosus, Syn.: Orconectes limosus und Cambarus affinis) ist ein aus Nordamerika stammender Flusskrebs, der als invasive gebietsfremde Art auch in Europa vorkommt. Er ist in West- und Mitteleuropa bereits flächendeckend verbreitet und dort die mittlerweile häufigste Flusskrebsart. Der Kamberkrebs ist immer noch in Ausbreitung begriffen, wobei die derzeitigen Ausbreitungsfronten vor allem in verschiedenen Gewässersystemen Ost- und Südosteuropas liegen. Darüber hinaus kommt er auch auf Korsika vor. In Deutschland ist die Ausbreitung in südlichen Gebieten (Bodensee- und Donausystem) noch nicht vollständig abgeschlossen. Vielfach wird die Ausbreitung durch aktives Umsetzen der Tiere durch den Menschen begünstigt, was jedoch gemäß den Fischereirechten der Länder und dem Bundesnaturschutzgesetz verboten ist. Der Kamberkrebs ist Überträger der Krebspest, gegen die er selbst immun ist. Wo Kamberkrebse vorkommen, führen sie zum Verschwinden heimischer Flusskrebse.
Der Trivialname Amerikanischer Flusskrebs ist unpräzise beziehungsweise irreführend, denn es gibt mehrere ursprünglich amerikanische Flusskrebsarten in Mitteleuropa. 

## Beschreibung

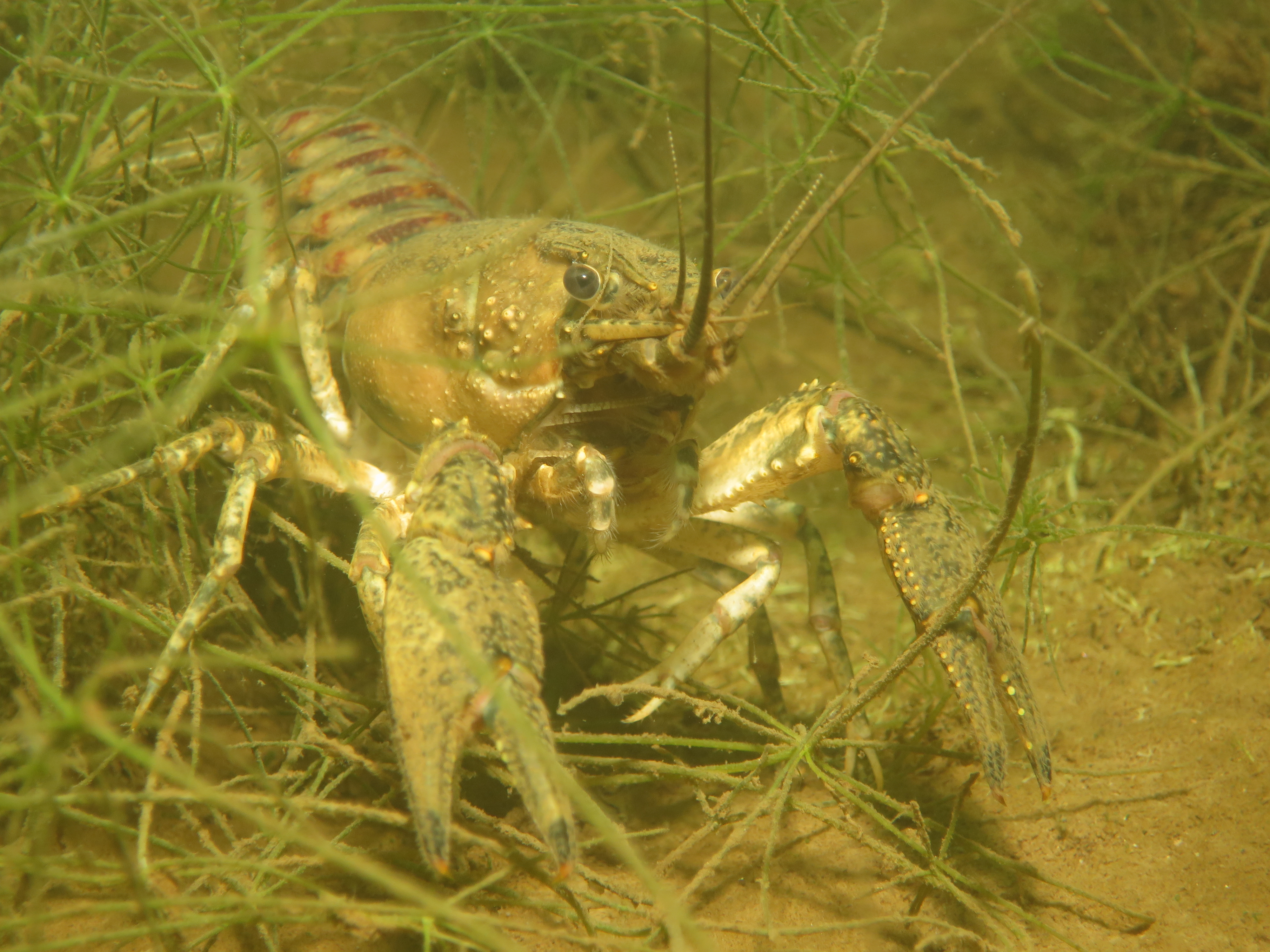
Kamberkrebs

Der Kamberkrebs wird nicht größer als 12 cm. Die Seitenränder des Rostrums, auch „Nasenspitze“ genannt, verlaufen mehr oder weniger parallel und die Augenleiste ist einpaarig. Arttypisch und für die Bestimmung maßgeblich ist die kräftige seitliche Bedornung im Wangenbereich vor der Nackenfurche, daher auch der englische Name spiny-cheek crayfish. Charakteristisch sind darüber hinaus die orangen Scherenspitzen, die mit einem dunklen Band farblich abgesetzt sind, und die rostroten Querbinden auf der Rückenseite des Pleons (Hinterleib). Die restliche Körperfärbung variiert zwischen grau, oliv und leicht bräunlich. Die Scherenoberseite ist oft pelzig behaart.

## Einfuhr und Ausbreitung in Europa
Das ursprüngliche Verbreitungsgebiet des Kamberkrebses liegt im Osten der USA. Dort gilt die Art in einigen Gewässersystemen paradoxerweise als gefährdet.  
Nach Europa wurde der Kamberkrebs 1890 durch den preußischen Kammerherren Max von dem Borne eingeführt. Etwa 90 Tiere unbekannter Herkunft wurden damals versuchsweise in das Gewässersystem der Oder eingesetzt. Die Art fand dort ideale Bedingungen vor und hat sich in der Folge schnell in die nord- und westdeutschen Gewässer ausgebreitet. Vielfach wurde die Ausbreitung durch aktiven Besatz unterstützt, in der Hoffnung, den Kamberkrebs als Ersatz für den Edelkrebs fischereilich nutzen zu können. Die aktuellen Ausbreitungstendenzen des Kamberkrebses gehen überwiegend auf aktive Ausbreitung etablierter Bestände zurück. Illegale Verschleppungen über größere Distanzen kommen aber immer noch regelmäßig vor. Besonders betroffen von solchen illegalen Verschleppungen sind isolierte oder künstliche Stillgewässer entlang der großen Flüsse, in denen Kamberkrebse vorkommen.
Der Kamberkrebs ist 2016 in die „Liste der unerwünschten Arten“ für die Europäische Union aufgenommen worden.

## Biologie

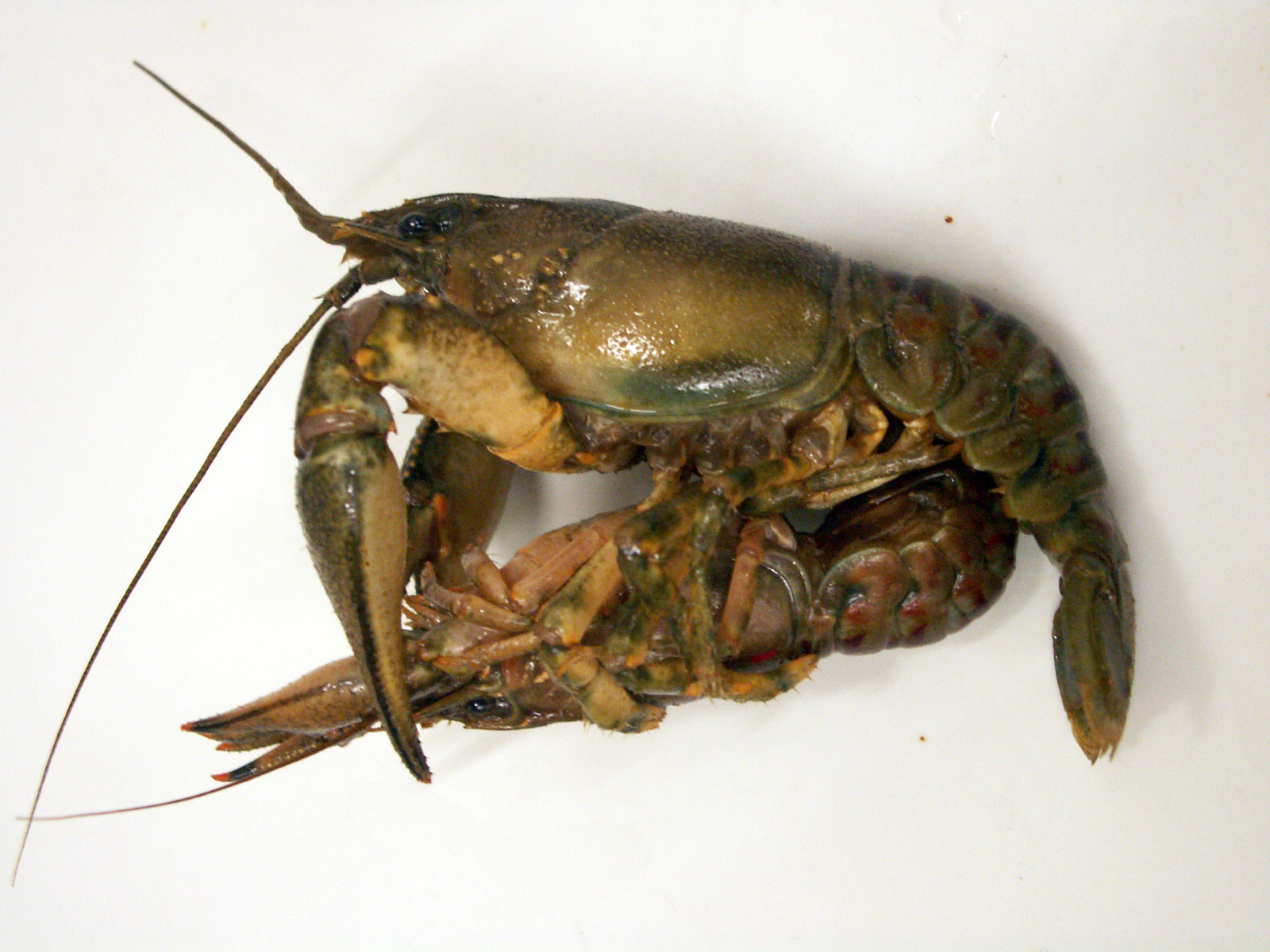
Die Begattung (Paarung) verläuft bei Kamberkrebsen ähnlich wie bei anderen Flusskrebsarten. Die Kopula kann bei Kamberkrebsen allerdings sehr lange andauern; im Labor wurden Paarungen über 20 Stunden beobachtet.

Der Kamberkrebs ist überwiegend nachtaktiv, verlässt seine Verstecke aber auch regelmäßig tagsüber. In geeignetem Substrat legt er Wohnhöhlen an, kann sich aber auch im schlammigen Grund oder zwischen Wasserpflanzen verbergen. Der Kamberkrebs besiedelt hauptsächlich Seen und größere Fließgewässer mit niedriger Fließgeschwindigkeit. Die Ansprüche an das Gewässer sind gering – der Krebs hat auch in den früher stark durch industrielle Abwässer belasteten Flüssen Norddeutschlands überlebt. Rasch fließende, kleine Fließgewässer und größere Höhenlagen werden vom Kamberkrebs in der Regel gemieden, weshalb die Oberlaufregionen von Fließgewässern oftmals Refugien für heimische Flusskrebse darstellen, die vor aktiver Ausbreitung des Kamberkrebses sicher sind. 
Der Kamberkrebs weist im Vergleich zu den europäischen Flusskrebsen einen raschen Lebenszyklus und eine hohe Nachkommenzahl auf, er ist – anders als der Europäische Edelkrebs – ein r-Stratege. Die Paarungszeit erstreckt sich von Spätsommer bis in das zeitige Frühjahr. In dieser Zeit sind die Männchen in der sogenannten „Form I“ und versuchen durch hartnäckige Attacken Weibchen zu überwältigen, um sich mit ihnen zu paaren. Dabei sind die Männchen wenig wählerisch, es konnten auch Paarungsversuche mit unterlegenen Männchen und anderen Flusskrebsarten beobachtet werden. 
Nach der Paarungszeit legen die Weibchen im Frühjahr die Eier, die sich abhängig von der Wassertemperatur innerhalb von wenigen Wochen entwickeln können. Die ersten Jungtierstadien schlüpfen im späten Frühjahr oder frühen Sommer und verbleiben dann noch für mindestens zwei Häutungen am Muttertier. Dann gehen die Jungtiere zur selbständigen Lebensweise über. Unter günstigen Bedingungen können die Jungtiere am Ende des zweiten Sommers, also mit etwa 1,5 Jahren, die Geschlechtsreife erreichen. Die Art kann dadurch schnell hohe Individuendichten aufbauen.

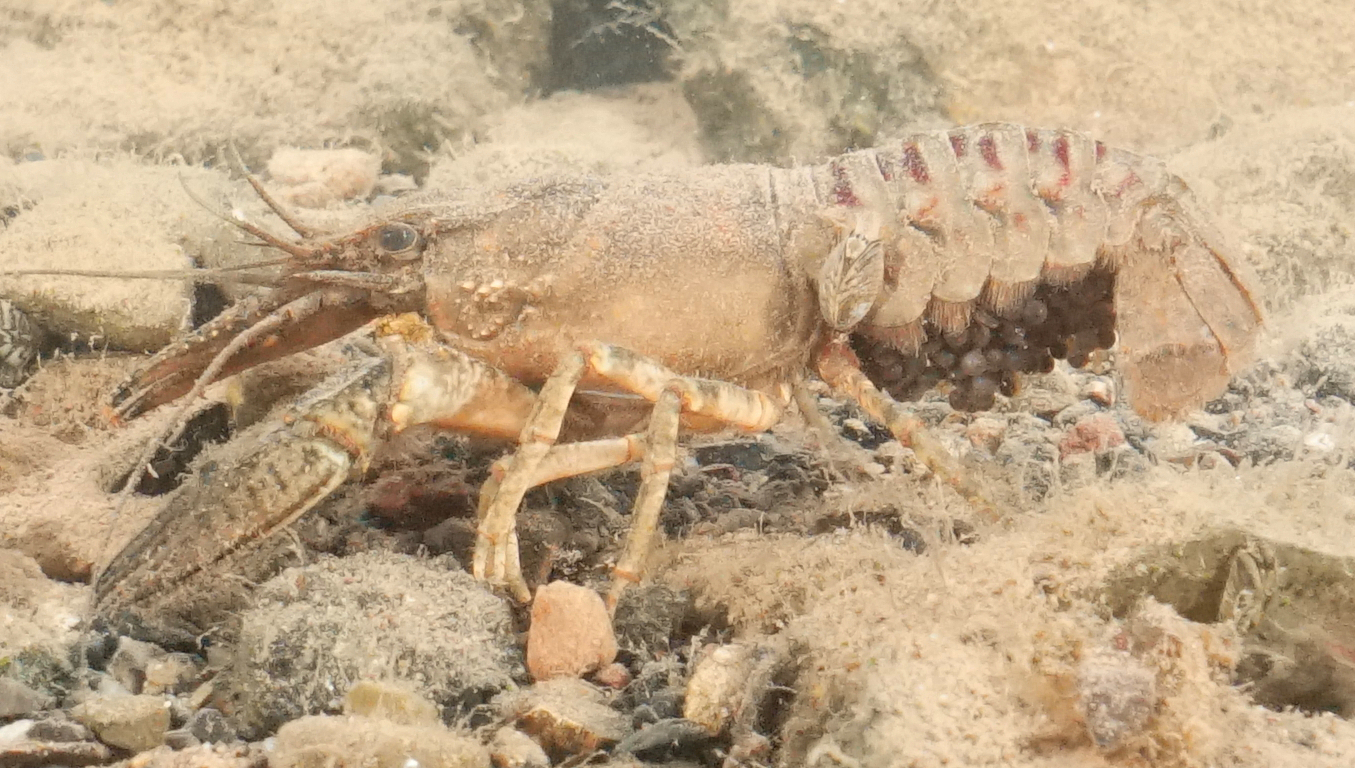
Kamberkrebs mit Eiern